# Spetsfotad champinjon
Spetsfotad champinjon (Agaricus litoralis) är en svampart som först beskrevs av Wakef. & A. Pearson, och fick sitt nu gällande namn av Albert Pilát 1952. Spetsfotad champinjon ingår i släktet champinjoner och familjen Agaricaceae.  Arten är reproducerande i Sverige. Inga underarter finns listade i Catalogue of Life.